# Victorious
Victorious (navođen kao i VICTORiOUS) je američka televizijska serija koja je s emitiranjem počela 27. ožujka 2010. i trajala je do 2. veljače 2013. na programu TV kanala Nickelodeon. Glavna protagonistica je pjevačica Tori Vega - čiji lik tumači Victoria Justice - koja pohađa umjetničku srednju školu Hollywood Arts High School. Seriju je stvorio producent Dan Schneider. Imala je samo tri sezone, ali je treća sezone bila prepolovljena u dva dijela, stvorivši četvrtu sezonu.

## Radnja
Tori Vega je mlada tinejdžerica koja pohađa Sherwood High. Tori ima skriveni talent za pjevanje i plesanje, ali preferira to ne pokazivati. Ima stariju sestru Trinu, koja ima velik ego i smatra se odličnom pjevačicom. Mora se pripremiti za veliki nastup u njenoj školi, Hollywood Arts, ali je uzrujana jer joj mora pomoći Andre Harris, koji je mlađi od nje. Par dana prođe nakon što Trina nabavi tablete koje bi joj trebale pomoći s pjevanjem, ali Trina ima alergičnu reakciju na tablete i jezik joj natekne. Zbog toga ne može pjevati na nastupu, ali Andre kaže da bi Tori mogla pjevati. Tori je nervozna, ali kad napokon nastupi, publika ju obožava i odluče da se mora pridružiti Hollywood Artsu. U Hollywood Artsu upozna razne studente kao Robbie Shappira, sramežljivog štrebera s lutkom Rex Powers, Cat Valentine, šašava i radosna djevojčica s crvenom kosom, Becka Olivera, zgodnog i mirnog dečka, i Jade West, bezobraznu i ozbiljnu curu kojoj je Beck dečko. Jade počne mrziti Tori nakon što se zabije u Becka, i zato ju osramoti pred razredom nakon što prolije kavu na nju. Tori nakon toga želi napustiti školu jer smatra da učenici nisu normalni, ali svi ostali ju potaknu da ostane jer je talentirana. Tori se odluči vratiti i uzvrati Jade kad poljubi Becka. Ostatak serije radi se o raznim zgodama i nezgodama koje se događaju Tori i prijateljima, uključujući glumu, pjevanje, razne stvari. Serija nikad nije imala posebnu zadnju epizodu jer je iznenada završila.

## Pregled
| Sezona | Sezona | Epizode | Originalno emitirana (SAD datumi) | Originalno emitirana (SAD datumi) | DVD izdanja       | DVD izdanja       | DVD izdanja       |
| Sezona | Sezona | Epizode | Premijera                         | Finale                            | 1. izdanje        | 1. izdanje        | 2. izdanje        |
| ------ | ------ | ------- | --------------------------------- | --------------------------------- | ----------------- | ----------------- | ----------------- |
|        | 1      | 20      | 27. ožujka 2010.                  | 26. ožujka 2011.                  | 7. svibnja 2011.  | 7. svibnja 2011.  | 1. studenog 2011  |
|        | 2      | 14      | 2. travnja 2011.                  | 26. prosinca 2011.                | 15. svibnja 2012. | 15. svibnja 2012. | 15. svibnja 2012. |
|        | 3      | 13      | 28. siječnja 2012.                | 30. lipnja 2012.                  | 15. svibnja 2013. | 15. svibnja 2013. |                   |
|        | 4      | 13      | 22. rujna 2012.                   | 2. veljače 2013.                  | 15. svibnja 2013. | 15. svibnja 2013. |                   |

## Uloge i glasovi
| Uloge          | Originalna verzija | Hrvatska verzija                                         |
| -------------- | ------------------ | -------------------------------------------------------- |
| Tori Vega      | Victoria Justice   | Nina Benović                                             |
| Andre Harris   | Leon Thomas III    | Darije Somi                                              |
| Robbie Shapiro | Matt Bennett       | Željko Šestić                                            |
| Jade West      | Elizabeth Gillies  | Lorena Nosić                                             |
| Cat Valentine  | Ariana Grande      | Nina Kraljić (1. sezona) Nikica Viličić (2. – 4. sezona) |
| Beck Oliver    | Avan Jogia         | Marko Jelić                                              |
| Trina Vega     | Daniella Monet     | Kristina Habuš                                           |

## Produkcija

### Razvoj
Victorious je peta serija koju je stvorio Dan Schneider za Nickelodeon, nakon Amanda Showa, Drake & Josh, Zoey 101 i iCarly. Schneider se prvi put upoznao s Victoriom Justice 2005. godine, kad joj je bilo dvanaest godina i stigla je na audiciju za ulogu Lole Martinez u Zoey 101. Impresioniran njenom energijom i izgledom, Schneider ju je zaposlio i, nakon što je radio s njom u tri epizode, nazvao Nickelodeon da kaže, "Imam vašu sljedeću zvijezdu." Justice je svoju ulogu nastavila na Zoey 101 sve dok serija nije završila 2008. U međuvremenu je Disney Channel, glavni konkurent Nickelodeona, doživio ogroman uspjeh sa serijama poput Hannah Montana i High School Musical, koje su izvodile originalne pjesme i dobile prihod i kroz glazbu. Tražeći da "prate gdje su djeca", rukovoditelji Nickelodeona zamolili su Schneidera da stvori glazbenu emisiju za kanal. Pri završetku emitiranja Zoey 101, Justice bila je pozvana na sastanak sa Schneiderom o potencijalnoj seriji u kojoj će ona imati glavnu ulogu.
Dok je tijekom sastanka raspravljala o mogućim konceptima serije, Justice je spomenula da je pohađala srednju školu izvedbenih umjetnosti. Ideja je zaintrigirala Schneidera, koji je prepoznao privlačnost serije koja se tiče slave. "Ako sam danas naučio išta o djeci—a ne kažem da je to dobro ili loše—svi žele biti zvijezde", rekao je Schneider. Marjorie Cohn, koja je tada bila Nickelodeonova izvršna potpredsjednica izvornog programiranja i razvoja, složila se. "Svako dijete misli da su pet minuta i jednu sretnu okolnost udaljenu od slave", izjavila je Cohn. Primijetila je da je Schneiderova serija iCarly, sitcom o djevojci koja je domaćin popularne web emisije, potaknuta porastom YouTubera i postala uspješna serija za Nickelodeon.
13. kolovoza 2008. Nickelodeon je objavio da je Justice potpisala "cjelokupni ugovor o talentu i glazbi" s tvrtkom, pristajući glumiti u tada neimenovanoj glazbeno-humorističnoj seriji o djevojci koja pohađa srednju školu izvođačkih umjetnosti. Dok je raspravljao o premisi emisije, Schneider je izjavio da, iako bi bilo lijepo da više djece „žele biti učitelji i socijalni radnici“ umjesto slavnih, „Bar u 'Victoriousu', vidite svijet u kojem svi rade na talentu." Nickelodeon Productions i Columbia/Epic Label grupa Sony Music Entertainment složili su se da će koproducirati seriju kao dio partnerstva za razvoj talenta i puštanje njihove glazbe.

### Raspoređivanje uloga
Nekoliko glumaca na Victoriousu pojavilo se u Nickelodeon programima prije premijere Victoriousa. Osim Zoey 101, Justice se pojavila u TV serijama iCarly, The Naked Brothers Band i True Jackson, VP. Također je glumila uz Avana Jogiu, koji glumi Becka, u televizijskom filmu Nickelodeona Spectacular!. Daniella Monet glumila je u tri epizode Zoey 101, dok je Leon Thomas glumio u epizodama iCarly i The Naked Brothers Band. Justice je za Victorious zarađivala 12.000 dolara po epizodi.

### Setovi
Serija se snima u Hollywoodu u Kaliforniji. Prema Pauli Kaplan, Nickelodeonovom izvršnom potpredsjedniku za talent, "U našem odraslom svijetu nitko nas ne zadovoljava u nedogled. Ali u djetetovom životu na setu to shvaćamo ozbiljno. U našim studijima na Sunset Boulevard, gdje snimamo iCarly i Victorious, zelene sobe su ispunjene igrama i rock bendom. Stvaramo okruženje u kojem se mogu zabaviti sa svojim kolegama i olakšati ga."
Serija je postavljena u Hollywood Artsu. Vanjski snimci Hollywood Artsa prikazuju Burbank High School koja se nalazi otprilike petnaestak minuta od seta. Prema Davidu Hinkleyu iz New York Daily Newsa, "Izvan škole, Victorious ima isti izgled kao i iCarly, s tim da se većina radnji odvija na jednom glavnom setu s nekoliko osnovnih predmeta za kućni namještaj."
- Do sada su Victorious i Sam & Cat jedine su serije Dan Schneidera koje su u cijelosti snimljene na Nick on Sunsetu. iCarly sezone 1-5 snimljene su tamo i sastojao se od 7 sezona, Drake i Josh su tamo snimani samo u sezonama 1, 2 i 4, All That se tamo snimalo samo u sezonama 3-10, a Zoey 101 nije tamo uopće snimljen.

### Ocjene
Premijera serije dobro je prošla među gledateljima. Pilot epizoda, reklamirana kao "prikriveni pregled" serije, emitirana je nakon nagrada za djecu "Kids 'Choice 2010." 27. ožujka 2010. godine pred 5,7 milijuna gledatelja. Ova publika je Victorious pretvorila u najveći debi igrane Nickelodeon serije. Druga epizoda Victoriousa oglašena je službenom premijerom serije i privukla je 3,48 milijuna gledatelja. Za usporedbu, Nickelodeonov Big Time Rush primio je 3,5 milijuna gledatelja za svoj debi "sneak preview" u studenom 2009, a 6,8 milijuna gledatelja za njegovu "premijeru" u siječnju 2010.

## Glazba
Make It Shine uvodna je pjesma Victoriousa, a izvodi je Victoria Justice. Napisali su ju Dr. Luke i Michael Corcoran, a objavljena je kao debitantski singl Justice 13. travnja 2010. Pjesma je up-tempo elektro-pop pjesma s elementima plesa i rocka. Pjesma je dosegla 16 mjesto na ljestvici Billboard Bubbling Under Hot 100 Singles.
Victorious sadrži otprilike jednu pjesmu u svake tri epizode. Za popis ovih pjesama pogledajte: Popis pjesama u Victoriousu.

## Povezane serije
- iCarly
- Sam i Cat

## Vanjske poveznice
- Službena stranica  Arhivirana inačica izvorne stranice od 30. ožujka 2018. (Wayback Machine)